# Ol'ga Kanis'kina
Ol'ga Nikolaevna Kanis'kina (in russo Ольга Николаевна Каниськина?; Napol'naja Tavla, 19 gennaio 1985) è un'ex marciatrice russa, campionessa olimpica e mondiale della specialità.

## Biografia
I suoi maggiori successi in campo internazionale sono l'oro ai Giochi olimpici di Pechino 2008, stabilendo il record olimpico con 1h26'31", e l'oro ai Mondiali di Osaka 2007.
Vinse il titolo anche ai Mondiali di Berlino 2009, Taegu 2011, e agli Europei di Barcellona 2010, ma successivamente questi risultati le vennero annullati a causa di irregolarità sul passaporto biologico.
Ha stabilito inoltre il record personale in occasione dei campionati nazionali del 2008, primato che però non è stato omologato come record mondiale in quanto ottenuto senza la presenza di giudici internazionali.

## Progressione

### Marcia 10 km
| Stagione | Risultato | Luogo    | Data      | Rank. Mond. |
| -------- | --------- | -------- | --------- | ----------- |
| 2009     | 41'42"    | Cracovia | 30-5-2009 | 2ª          |
| 2007     | 44'33"    | Osaka    | 31-8-2007 |             |
| 2006     | 43'12"    | Adler    | 19-2-2006 |             |

### Marcia 20 km
| Stagione | Risultato | Luogo   | Data      | Rank. Mond. |
| -------- | --------- | ------- | --------- | ----------- |
| 2009     | 1h24'56"  | Adler   | 28-2-2009 | 1ª          |
| 2008     | 1h25'11"  | Adler   | 23-2-2008 | 1ª          |
| 2007     | 1h26'47"  | Saransk | 29-9-2007 | 1ª          |
| 2006     | 1h26'02"  | Adler   | 19-2-2006 | 1ª          |
| 2005     | 1h29'25"  | Saransk | 11-6-2005 | 25ª         |

## Palmarès
| Anno | Manifestazione   | Sede       | Evento       | Risultato | Prestazione | Note            |
| ---- | ---------------- | ---------- | ------------ | --------- | ----------- | --------------- |
| 2005 | Europei under 23 | Erfurt     | Marcia 20 km | Argento   | 1h33'33"    |                 |
| 2006 | Europei          | Göteborg   | Marcia 20 km | Argento   | 1h28'35"    |                 |
| 2007 | Mondiali         | Osaka      | Marcia 20 km | Oro       | 1h30'09"    |                 |
| 2008 | Giochi olimpici  | Pechino    | Marcia 20 km | Oro       | 1h26'31"    | Record olimpico |
| 2009 | Mondiali         | Berlino    | Marcia 20 km | dq        | 1h28'09"    | [ 3 ]           |
| 2010 | Europei          | Barcellona | Marcia 20 km | dq        | 1h27'44"    | [ 3 ]           |
| 2011 | Mondiali         | Taegu      | Marcia 20 km | dq        | 1h29'42"    | [ 3 ]           |
| 2012 | Giochi olimpici  | Londra     | Marcia 20 km | dq        | 1h25'09"    | [ 4 ]           |

## Altre competizioni internazionali
2006
- 5ª in Coppa del mondo di marcia ( La Coruña), marcia 20 km - 1h28'59"

2008
- Oro in Coppa del mondo di marcia ( Čeboksary), marcia 20 km - 1h25'42"